# So long ! (テレビドラマ)
『So long !』（ソー ロング !）は、日本テレビ系列で2013年2月12日・2月13日にプラチナイト枠で放送された日本のスペシャルドラマ。AKB48のチームA（第1夜）・チームK（第2夜）・チームB（第3夜）のメンバーが出演する1話完結ドラマとして3夜連続で放送された。

## 概要
「あなたはAKB48で泣けますか。」のコンセプトのもと、喜びの涙、悲しみの涙、怒りの涙、幸せの涙など、涙をめぐる物語で構成される。
この放送では、ドラマを見て泣けたかどうかを電話で集計し、最も電話数の多かったドラマを「一番泣けたドラマ」に決定する。それぞれの本編終了直後に番組内での告知と公式サイトで専用電話番号が発表され、ドラマを見て「泣けた」視聴者からの電話投票を募る（電話受付期間はそれぞれのドラマ放送終了後、23時間以内）。結果は公式サイトで2013年2月17日21時00分に発表され、参加者の中から抽選で10名に出演者サイン入り番組オリジナルポスターがプレゼントされた。投票の結果、第3夜（チームB）が最多得票を獲得した。
電話投票とは別に、第3夜放送直後に生放送される『AKBINGO!』内でデータ放送を利用した視聴者投票企画「勝手にAKBドラマ総選挙」が行われ、最優秀女優賞と最優秀作品賞を決定する。優勝したチームには2013年4月より日本テレビで放送された福田雄一監督・脚本のコメディー作品への出演権が与えられた。投票の結果、最優秀女優賞に島崎遥香、最優秀作品賞に第3夜（チームB）が選ばれた。
優勝したチームBのご褒美番組は、2013年4月14日から6月30日まで毎週日曜1時20分 - 1時50分（土曜深夜）に放送された『サタデーナイトチャイルドマシーン』に決定。

## あらすじ
日本テレビ番組公式サイトの「ストーリー」を参照。

## キャスト

### 第1夜（チームA）
川上 双葉（かわかみ ふたば） - 渡辺麻友（2005年：石井萌々果）
第1夜の主人公。 桜乃台高校2年A組に在籍し、2013年の放送部員。8年前に友達と信じていたサエに裏切られたことで友達を作ろうとしない孤独な少女で、いつも放送室に1人でいることとバレエを一生懸命にやることを、心の拠り所としている。直澄のカセットテープを見つけ、直澄とカセットテープを使って会話するうちに彼に想いを寄せる。
原 樹里絵（はら きりえ） - 篠田麻里子
双葉らが通っているバレエ教室の講師。直澄の元ガールフレンド。事故で足を負傷した過去を持っている。
森沢 直澄（もりさわ なおずみ） - 須賀健太
桜乃台高校の生徒で2005年の放送部員。密かに告白の練習して録音したカセットテープを8年後に双葉が見つける。卒業アルバムには写真が載っていない。
古賀 茜（こが あかね） - 高橋みなみ
桜乃台高校勤務。双葉ら2年A組の担任。担当教科は英語。8年前、来年度の教育実習生として桜乃台高校に来校予定であることが、鈴木の口から語られている。
津田 朋絵（つだ ともえ） - 横山由依（NMB48チームN兼任）
牧野 理子（まきの りこ） - 川栄李奈
宮内 夕希（みやうち ゆうき） - 入山杏奈
井上 真子（いのうえ まこ） - 田野優花
樹里絵が講師をしているバレエ教室の生徒。
鈴木 照男（すずき てるお） - 大杉漣
桜乃台高校勤務。担当教科は社会科。放送部の顧問。双葉と直澄を放送部に入部させた。

#### その他の出演者
- チームA：伊豆田莉奈、岩田華怜、菊地あやか、小谷里歩（NMB48チームN兼任）、小林茉里奈、佐藤すみれ、高橋朱里、中塚智実、仲俣汐里、仁藤萌乃、松井咲子、森川彩香
- 西原信裕、本橋由香、小島一華、米山実来、平田沙織（東京シティ・バレエ団）、古藤舞（東京シティ・バレエ団）、松本佳織（東京シティ・バレエ団）
- A-Team academy、オーシャンズ、グローバルエンターテインメントカレッジ

### 第2夜（チームK）
倉林 美帆（くらばやし みほ） - 大島優子（13年前：畑芽育）
第2夜の主人公。1990年7月21日生まれ。桜陽学園音楽大学ピアノ科4年。夢だったプロのピアニストを断念して就職活動を行うが、思うようにうまくいかなかった。
倉林 翼（くらばやし つばさ） - 松井珠理奈（SKE48チームS兼任）（13年前：栗本有規）
美帆の妹。実家から母・淳子とともに美帆のピアノコンクールを見るため、上京してきた。美帆とは対照的に陽気かつ自由奔放で、しかも天真爛漫。不可解な行動が散見されるが、それには理由があった。
岡島 亘（おかじま わたる） - 本郷奏多
美帆の彼氏。翼と共通の話題で連絡を取り合い、次第に仲良くなっていく。
都幾川 愛（ときがわ あい） - 板野友美
東 加奈子（ひがし かなこ） - 北原里英（SKE48チームS兼任）
松木 千春（まつき ちはる） - 倉持明日香
桜陽学園音楽大学ピアノ科4年。美帆とは仲の良い親友。
倉林 淳子（くらばやし あつこ） - 高橋ひとみ
夫が亡くなってから、美帆と翼を女手一つで育てた。美帆には翼の失明を隠していた。

#### その他の出演者
- チームK：秋元才加、阿部マリア、内田眞由美、小林香菜、佐藤亜美菜、島田晴香、鈴木紫帆里、近野莉菜、永尾まりや、中田ちさと、仲谷明香、藤田奈那、前田亜美、松原夏海、宮崎美穂、武藤十夢
- 池田稔、井上翔、紺野相龍
- A-Team academy、ウェスタ、グローバルエンターテインメントカレッジ

### 第3夜（チームB）
橋本 飛鳥（はしもと あすか） - 島崎遥香
第3夜の主人公。桜香女子学園3年B組。クラスでは浮いた存在で、クラスの生徒とは一定の距離をとっている。携帯小説で「月のない空に飛ぶ鳥」を執筆している（「スペースボーイ」というハンドルネームの読者がいる）。小宮山の退職の理由を知り、周囲の協力を仰ぎながら小宮山を応援しようと、ある行動を起こす。
神田 サキ（かんだ サキ） - 渡辺美優紀（NMB48チームN兼任）
桜香女子学園3年B組。飛鳥らとは親友でバドミントン部の仲間。バドミントン部所属時はエースだった。飛鳥から小宮山の退職の理由を聞いた当初は、関心を持たずに協力しなかった。
白坂 えりな（しらさか えりな） - 山内鈴蘭
桜香女子学園3年B組。飛鳥らとは親友でバドミントン部の仲間。バドミントン部所属時にはマネージャーを務めていた。
島村 綾（しまむら あや） - 加藤玲奈
桜香女子学園3年B組。飛鳥らとは友人。
早乙女 麻美（さおとめ まみ） - 大場美奈
サキの中学校時代のクラスメート。中学校時代はサキに意地悪をしていた。
大久保 夏海（おおくぼ なつみ） - 竹内美宥
桜香女子学園3年B組。
渡瀬 美月（わたせ みつき） - 峯岸みなみ
桜香女子学園3年B組。飛鳥らとは親友で、バドミントン部の仲間だった。不慮の事故に遭ってから不登校になっていた。伝えたいことがある飛鳥たちには会わず、距離を置いている。
菊池 実花（きくち みか） - 梅田彩佳
桜香女子学園の教師。小宮山の退職後、後任として飛鳥たち3年B組を受け持つことになった。
後藤 翠（ごとう みどり） - 柏木由紀
桜香女子学園の教師でバドミントン部顧問。生徒や教師に対して常に優しく接し、周辺からの評判が良い。
小宮山 薫（こみやま かおる） - 小嶋陽菜
桜香女子学園の教師で、飛鳥ら3年B組の担任。教師らしくない派手な外見でいつもハイテンションに振舞い、生徒のことも無関心と思われ、生徒から「宇宙人」のあだ名を付けられて嫌われている。病に侵され余命が後わずかだということが判明し、それを機に学園を突如退職し、その後しばらくしてからこの世を去った。

#### その他の出演者
- チームB：石田安奈（SKE48チームKII兼任）、石田晴香、市川美織、岩佐美咲、大家志津香、片山陽加、小嶋菜月、小森美果、田名部生来、中村麻里子、名取稚菜、野中美郷、藤江れいな、AKB48研究生
- 朝倉えりか
- A-Team academy、OFFICE101、グローバルエンターテインメントカレッジ、ジャパンエンターテインメントアカデミー

## 放送日程
| 放送回 | 放送日  | 放送時間       | サブタイトル                                  | 演出     |
| ------ | ------- | -------------- | --------------------------------------------- | -------- |
| 第1夜  | 2月12日 | 0:18 - 1:13    | チームAメンバー出演による「恋と友情の物語」   | 大塚恭司 |
| 第2夜  | 2月12日 | 23:58 - 翌0:53 | チームKメンバー出演による「姉妹の物語」       | 松原浩   |
| 第3夜  | 2月13日 | 23:58 - 翌0:53 | チームBメンバー出演による「教師と生徒の物語」 | 西野真貴 |

## スタッフ

### 全編共通スタッフ
- 原作：秋元康
- 脚本：桑村さや香
- 主題歌：「So long !」AKB48（You, Be Cool! / KING RECORDS）
- 選曲：近藤隆史
- 音響効果：朝倉三紀子
- MA：増田英己
- CG：西村了、菊間潤子、田中貴志
- 技術デスク：吉野誠
- 技術統括：古川誠一
- ロケ技術：佐藤彦太郎
- 照明統括：小林靖直
- 編集デスク：吉田拓史
- 装飾：山田好夫
- 衣装：遠藤良樹
- 衣装助手：斧木妙恵、岩永祥子
- 企画協力：毛利忍、窪田康志、佐野裕一
- 編成：伊藤加寿子、荻野健、安彦真利江
- コンテンツプロデューサー：飯泉亜希子、室屋睦
- ネットワーク：黒田宏
- 考査：湯元敏浩
- メディアデザイン：沖絵未
- HP：新津沙央理
- 宣伝：柳沢典子、友定紘子
- タイトルデザイン：江里育恵
- 製作協力：FAB
- 美術協力：日テレアート
- 技術協力：TiTR
- スケジュール：井原眞治
- 製作担当：由利芳伸
- 制作主任：中川聡子、高橋愛
- 制作進行：河上絵利子
- 制作：片山聡
- 制作デスク：西口潤、吉田絵美子
- ラインプロデューサー：東島真一郎
- 「So long!」制作委員：伊藤和明、大島満、城朋子、茶ノ前香、船越雅史、山田洋二
- 編成企画：石尾純、植野浩之
- 統括プロデューサー：神蔵克
- チーフプロデューサー：大平太
- プロデューサー：西野真貴[注 5]、渡邉浩仁（日テレアックスオン）[注 5]、柳内久仁子（日テレアックスオン）[注 6]、前畑祥子（ファイブコミュニケーションズ）[注 5]
- 製作プロダクション：日テレアックスオン
- 企画・制作：日本テレビ
- 製作著作：「So long!」制作委員会／VAP

### 第1夜放送分のみ
- 撮影：水梨潤、高木亮
- 照明：中江順
- 照明助手：田代良男
- 音声：佐藤一憲
- VE：外城勇一
- 編集：朝原正志
- ライン編集:星名隆志
- 装飾：大藤邦康
- 装飾助手：牧野誠
- 持道具：岡本真実
- 特殊メイク：梅沢壮一
- メイク：大宮早矢香、小谷美央、又吉美佐都
- メイキング：上村ロマンス晴一
- スチール：山口圭介
- バレエ指導：石郷岡文子
- 記録：増田千尋
- プロデューサー補：侭恵子、山口仁志
- 助監督：片山槙三、高土浩二
- 監督：大塚恭司

### 第2夜放送分のみ
- 撮影：西村敏彦、丸尾侑未
- 照明：森泉英男
- 照明助手：小清水由香
- 音声：桜井秀一
- VE：作田和矢
- 編集：山中貴夫
- ライン編集:河野文香
- 装飾：竹安正登
- 装飾助手：大矢誠
- 持道具：宮友利恵
- メイク：末武美帆
- メイキング：高橋和樹
- スチール：玉越信裕
- 記録：中村めぐみ
- 医療監修：片山雅彦
- 看護指導：石田喜代美
- 所作指導：赤塚亜矢子
- ピアノ指導：宮津邦彦、宮津まり子
- ピアノ伴奏：久門美栄子
- プロデューサー補：侭恵子、山口仁志
- 助監督：山下司、島崎謙太郎
- 監督：松原浩

### 第3夜放送分のみ
- 撮影：百束尚浩、門田健
- 照明：吉澤一生
- 照明助手：片原数男
- 音声：佐藤友昭
- VE：三浦錦也
- 編集：山中貴夫
- ライン編集:星名隆志
- 装飾：大藤邦康
- 装飾助手：牧野誠、大矢誠
- 持道具：中田千晴、渡辺文乃
- メイク：若林奈津子
- 携帯画面製作：森屋靖崇
- メイキング：神村賢治
- スチール：山口圭介
- 記録：菅谷雪乃
- 医療監修：片山雅彦
- 看護指導：石田喜代美
- アクションコーディネーター：大石将史
- プロデューサー補：金澤麻樹、馮欣
- 助監督：伊野部洋平、伊藤大輔
- 監督：西野真貴

## ネット局
| 放送対象地域   | 放送局                                | 系列                                           |
| -------------- | ------------------------------------- | ---------------------------------------------- |
| 関東広域圏     | 日本テレビ（NTV） 『So long !』制作局 | 日本テレビ系列                                 |
| 北海道         | 札幌テレビ（STV）                     | 日本テレビ系列                                 |
| 青森県         | 青森放送（RAB）                       | 日本テレビ系列                                 |
| 岩手県         | テレビ岩手（TVI）                     | 日本テレビ系列                                 |
| 宮城県         | ミヤギテレビ（MMT）                   | 日本テレビ系列                                 |
| 秋田県         | 秋田放送（ABS）                       | 日本テレビ系列                                 |
| 山形県         | 山形放送（YBC）                       | 日本テレビ系列                                 |
| 福島県         | 福島中央テレビ（FCT）                 | 日本テレビ系列                                 |
| 山梨県         | 山梨放送（YBS）                       | 日本テレビ系列                                 |
| 新潟県         | テレビ新潟（TeNY）                    | 日本テレビ系列                                 |
| 長野県         | テレビ信州（TSB）                     | 日本テレビ系列                                 |
| 静岡県         | 静岡第一テレビ（SDT）                 | 日本テレビ系列                                 |
| 富山県         | 北日本放送（KNB）                     | 日本テレビ系列                                 |
| 石川県         | テレビ金沢（KTK）                     | 日本テレビ系列                                 |
| 福井県         | 福井放送（FBC）                       | 日本テレビ系列／テレビ朝日系列                 |
| 中京広域圏     | 中京テレビ（CTV）                     | 日本テレビ系列                                 |
| 近畿広域圏     | 読売テレビ（ytv）                     | 日本テレビ系列                                 |
| 鳥取県・島根県 | 日本海テレビ（NKT）                   | 日本テレビ系列                                 |
| 広島県         | 広島テレビ（HTV）                     | 日本テレビ系列                                 |
| 山口県         | 山口放送（KRY）                       | 日本テレビ系列                                 |
| 徳島県         | 四国放送（JRT）                       | 日本テレビ系列                                 |
| 香川県・岡山県 | 西日本放送（RNC）                     | 日本テレビ系列                                 |
| 愛媛県         | 南海放送（RNB）                       | 日本テレビ系列                                 |
| 高知県         | 高知放送（RKC）                       | 日本テレビ系列                                 |
| 福岡県         | 福岡放送（FBS）                       | 日本テレビ系列                                 |
| 長崎県         | 長崎国際テレビ（NIB）                 | 日本テレビ系列                                 |
| 熊本県         | くまもと県民テレビ（KKT）             | 日本テレビ系列                                 |
| 大分県         | テレビ大分（TOS）                     | 日本テレビ系列／フジテレビ系列                 |
| 宮崎県         | テレビ宮崎（UMK）                     | フジテレビ系列／日本テレビ系列／テレビ朝日系列 |
| 鹿児島県       | 鹿児島読売テレビ（KYT）               | 日本テレビ系列                                 |
| 沖縄県         | 琉球放送（RBC）                       | TBS系列                                        |